# اولیسس پتیت د مورات
اولیسس پتیت د مورات (اسپانیایی: Ulyses Petit de Murat‎؛ ۲۸ ژانویهٔ ۱۹۰۷ – ۱۹ اوت ۱۹۸۳) یک روزنامه‌نگار، نویسنده، فیلم‌نامه‌نویس، شاعر و نمایشنامه‌نویس اهل آرژانتین بود. او عضو هیئت داوران جشنواره فیلم کن ۱۹۶۰ و سیزدهمین جشنواره بین‌المللی فیلم مسکو بود.
از فیلم‌ها یا مجموعه‌های تلویزیونی که وی در آن‌ها نقش داشته است، می‌توان به کنت مونت کریستو اشاره نمود.